# Zbyněk Brynych
Zbyněk Brynych (* 13. Juni 1927 in Karlsbad, Tschechoslowakei; † 24. August 1995 in Prag, Tschechien) war ein tschechischer Filmregisseur.

## Leben
Brynych gelangte über diverse Filmberufe – er war Drehbuchautor, Regieassistent, Hilfsregisseur und Regisseur für Dokumentarfilme – und einem Fernstudium an der Fakultät für Film und Fernsehen der Akademie der Musischen Künste Prag (FAMU) zum Filmregisseur für Spielfilme. Von 1953 bis 1955 arbeitete er zunächst im Armeefilmstudio, dann im Spielfilmstudio, als er 1958 seinen ersten Spielfilm, Vorstadtromanze, realisierte. Zwei Jahre später gelang ihm mit Smyk – Dem Abgrund entgegen sein größter kommerzieller Erfolg. Für diese Inszenierung wurde er auf dem Internationalen Filmfestival von Karlovy Vary mit dem Regiepreis ausgezeichnet.
Mit dem im Jahr 1962 entstandenen Spielfilm Transport aus dem Paradies über das KZ Theresienstadt und seinen Judenältesten „Marmulstaub“ (der in der Realität Benjamin Murmelstein hieß), gewann Brynych weitere Reputation. Seit Ende der 1960er Jahre arbeitete Brynych auch in der Bundesrepublik Deutschland und inszenierte einige Literaturadaptionen von Erich Maria Remarque und Franz Kafka, sowie diverse Fernsehproduktionen und zahlreiche Episoden der Fernsehserien Der Kommissar, Der Alte, Derrick und Polizeiinspektion 1, alles Produktionen Helmut Ringelmanns, für den er fast ausschließlich arbeitete. Zwischendurch (1973 bis 1976) führte er in der ČSSR bei diversen Film- und Fernsehproduktionen Regie. Seine letzte Regiearbeit vom Frühsommer 1994 war ebenfalls eine Ringelmann-Produktion. Es handelt sich dabei um die Episode Idealisten der Reihe Der Mann ohne Schatten.

## Filmografie

### Drehbuch
- 1957: Der Weg zu Dir (Roztržka)
- 1960: Smyk – Dem Abgrund entgegen (Smyk)
- 1963: Transport aus dem Paradies (Transport z ráje)
- 1967: Als Hitler den Krieg überlebte (Já, spravedlnost), mit Miloš Macourek und Miroslav Hanus
- 1973: Welche Farbe hat die Liebe? (Jakou barvu má láska)
- 1974: Die Nacht der orangefarbenen Feuer (Noc oranžových ohňů)
- 1975: Romanze für eine Krone (Romance za korunu)

### Regie
- 1958: Vorstadtromanze (Žižkovská romance)
- 1959: Fünf von einer Million (Pět z milionu)
- 1960: Smyk – Dem Abgrund entgegen (Smyk)
- 1963: Transport aus dem Paradies (Transport z ráje)
- 1965: Der fünfte Reiter ist die Angst (...a pátý jezdec strach)
- 1966: Sternbild Jungfrau (Souhvězdí Panny)
- 1967: Als Hitler den Krieg überlebte (Já, spravedlnost)
- 1969: Die Schrecklichen (ZDF-Serie „Der Kommissar“)
- 1969: Amerika oder der Verschollene (ZDF-Fernsehfilm)
- 1970: O Happy Day
- 1970: Engel, die ihre Flügel verbrennen
- 1970: Der Papierblumenmörder (ZDF-Serie „Der Kommissar“)
- 1970: Tod einer Zeugin (ZDF-Serie „Der Kommissar“)
- 1970: Parkplatz-Hyänen (ZDF-Serie „Der Kommissar“)
- 1970: Die Weibchen
- 1971: Die Nacht von Lissabon (nach dem gleichnamigen Roman von Erich Maria Remarque)
- 1972: Die Oase (Oáza)
- 1974: Welche Farbe hat die Liebe? (Jakou barvu má láska)
- 1974: Die Nacht der orangefarbenen Feuer (Noc oranžových ohňů)
- 1975: Romanze für eine Krone (Romance za korunu)
- 1975–1994: Derrick (ZDF-Serie, 37 Folgen)
- 1977–1988: Polizeiinspektion 1 (ZDF-Serie, 63 Folgen)
- 1978: Verfolgt und verdächtigt (Stíhán a podezřelý)
- 1978–1994: Der Alte (ZDF-Serie, 45 Folgen)
- 1984: Halbzeit des Glücks (Poločas štěstí)
- 1996: Der Mann ohne Schatten (ZDF-Serie, 5 Folgen)

## Auszeichnungen
- 1958: Nominierung für die Goldene Palme bei den Internationalen Filmfestspielen von Cannes 1958 für Vorstadtromanze
- 1963: Goldener Leopard für Transport aus dem Paradies